# 椭圆新园蛛
椭圆新园蛛（学名：Neoscona elliptica）为园蛛科新园蛛属的动物。分布于印度以及中国大陆的江苏、湖北、江西、湖南、福建、广东、海南、广西、贵州、云南等地，主要栖息于稻田 多栖息于稻田及小沟边杂草中。该物种的模式产地在印度。